# 디렉터스 컷 (2014년 영화)
《디렉터스 컷》(Director's CUT)은 한국에서 제작된 박준범 감독의 2014년 드라마 영화이다. 박정표 등이 주연으로 출연하였다.

## 출연

### 주연
- 박정표 : 해강 역

### 조연
- 한송희 : 지민 역
- 장기훈 : 수인 역
- 김하영 : 주한 역
- 장원경 : 지언 역
- 양지웅 : 제작자 역
- 김솔 : 편집기사 역
- 김종진 : 기후 역
- 박인지 : 선영 역
- 하준영 : 정필 역
- 이재우 : 도진 역
- 최영무 : 용태 역
- 이다혜 : 해연 역
- 강동석 : 영찬 역
- 김미승 : 여원 역
- 이형원 : 인섭 역
- 이동훈 : 제동 역
- 송준승 : 최 피디 역
- 김미미 : 은정 역
- 박근태 : 김현수 대리 역
- 구본석 : 김시헌 평론가 역
- 태인호 : 황진후 감독 역
- 양영철 : 심사위원 1 역
- 임호영 : 심사위원 2 역
- 강민지 : 영화제 사회자 역
- 손기현 : 모더레이터 역
- 최원욱 : 시네마테크 직원 역
- 조병석 : 주한 아버지 역
- 박주현 : 호프데이 손님 역
- 김현홍 : 호프데이 손님 역

## 기타
- 프로듀서: 손기현
- 제작부장: 김정현
- 제작부: 송창근
- 제작부: 김혜실
- 제작부: 김민경
- 공동제공: 서종우
- 촬영부: 김동훈
- 촬영부: 이강헌
- 조명: 고용진
- 조명: 이병성
- 조명부: 황영식
- 조명부: 이재건
- 조명부: 황보성
- 연출부: 조은경
- 연출부: 박성진
- 연출부: 김민지
- 조감독: 김유리
- 동시녹음: 이성철
- 붐오퍼레이터: 김재한
- 붐오퍼레이터: 박소민
- 믹싱: 정성환
- 미술: 류새별
- 특수분장: 오창렬
- CG: 강민호
- CG: 최형일
- 타이틀: 최일섭
- 분장: 임은영
- 의상: 김미정
- 스토리보드: 박종원
- 편집부: 김민지
- 편집부: 조윤정
- 디지털처리부문: 김민정
- 마스터링: 임학수
- DCP: 김동휘
- 번역: 정교선
- 번역: 송진우
- 번역: 심세부